# Ахмед Бурзаім
Ахмед Бурзаім (1946) — марокканський дипломат. Надзвичайний і Повноважний Посол Королівства Марокко в Україні за сумісництвом (1998-2000).

## Життєпис
Народився в 1946 році. У 1969 році закінчив Національну школу адміністрації (дипломатичне відділення). Володіє арабською, французькою, англійською та іспанською мовами.
Кілька років працював в Міністерстві закордонних справ і співробітництва Марокко.
Згодом — секретар закордонних справ посольства Марокко в Нью-Делі, радник в Гаазі, повноважний міністр посольства Марокко у Вашингтоні, США.
У 1987—1990 рр. — завідувач Американським відділенням Міністерства закордонних справ і співробітництва Марокко.
У 1990—1996 рр. — посол його величності Короля в Нью-Делі.
З листопада 1996 року — посол Його Величності Короля Марокко в РФ та одночасно в Туркменістані, Казахстані, Узбекистані та Вірменії.
У 1998—2000 рр. — посол Його Величності Короля Марокко в Україні за сумісництвом. Вручив Вірчі грамоти Президенту України Леоніду Кучмі.